# Đuro Čagorović
Đuro Čagorović, črnogorski politik in častnik, * 14. september 1904, † 27. november 1987.

## Življenjepis
Leta 1933 je kot kamnosek vstopil v KPJ. V NOVJ je sodeloval od začetka vstaje v Danilovgradskem okraju. Kot komisar NOPO Bijeli Pavle se je odlikoval v bojih z Italijani na Jelinem dubu in v Pljevljih. Bil je komisar 3. bataljona v 4. proletarski brigadi, član AVNOJ in CASNO, od 1944 komandant podgoriškega in danilovgradskega vojnega področja. 
Po vojni je bil sekretar Prezidija, nato predsednik Narodne skupščine Črne gore (1949–53), član Izvršnega sveta iste skupščine, član CK SK Črne gore, član Centralnega odbora vojnih vojaških invalidov Jugoslavije,...

## Odlikovanja
- Red narodnega heroja
- Red zaslug za ljudstvo
- Red bratstva in enotnosti